# Rodolfo Walsh
Rodolfo Jorge Walsh (* 9. Januar 1927 in Choele Choel, Provinz Río Negro, Argentinien; † 25. März 1977) war ein argentinischer Journalist und Schriftsteller. Er wird als Begründer des investigativen Journalismus in Argentinien und der Gattung »Testimonio« betrachtet. 1977 verschickte er, wegen der seit 1976 herrschenden Militärdiktatur im Untergrund lebend, seinen »offenen Brief eines Schriftstellers an die Militärjunta« an verschiedene Tageszeitungen. Darin kritisierte er massiv verschiedenste Aspekte der Militärherrschaft, vor allem die gravierenden Menschenrechtsverletzungen und Morde an Oppositionellen. Am gleichen Tag wurde er von einer paramilitärischen Einsatzgruppe entführt und ermordet. Seine Leiche wurde nie gefunden. Sein Brief gilt heute als wichtiges Zeitdokument der argentinischen Geschichte.

## Leben und Werk
Rodolfo Walsh war der dritte Sohn von Miguel Esteban Walsh und Dora Gill, beide irischer Herkunft. Er besuchte in Capilla del Señor eine irische Schule. 1941 zog er nach Buenos Aires, wo er seine Schulbildung abschloss und ein Philosophiestudium begann, das er nach kurzer Zeit abbrach. Danach arbeitete er unter anderem als Antiquitätenhändler, Tellerwäscher und Fensterreiniger. 1944 wurde er Korrektor, 1951 entstanden seine ersten journalistischen Arbeiten für Leoplán und Vea y Lea. 1945 schloss er sich der Alianza Libertadora Nacionalista an. Später bezeichnete er diese als nazistisch und wechselte zum Peronismus.
1953 entstanden seine ersten Kriminalerzählungen und der Kurzgeschichtenband Variaciones en rojo. Nachdem er einen Überlebenden der Erschießungen von José León Suárez (Provinz Buenos Aires) in der Nacht des 9. Juni 1956 getroffen hatte, begann er über diesen politischen Massenmord der Militärregierung Pedro Aramburus zu recherchieren. Daraus entstand Operación Masacre, ein dokumentarischer Roman, der zum Klassiker der lateinamerikanischen Literatur wurde. Darin schildert er, in einem „nüchternen testimonio mit harten filmischen Schnitten und Kamera-Auge zwischen Journalismus und Fiktion, die Folterung und Liquidierung von Gewerkschaftern und Arbeitern durch Junta-Soldaten“. Das Buch gilt mit seiner Mischung aus Bericht und Fiktion als Vorläufer des New Journalism, der in den 1960er-Jahren in den USA entstand. Es wurde 1972 von Jorge Cedrón verfilmt. 1959 reiste Walsh nach Kuba und gründete dort die Nachrichtenagentur Prensa Latina, zusammen mit den argentinischen Journalisten Jorge Ricardo Masetti und Rogelio García Lupo sowie dem kolumbianischen Autor Gabriel García Márquez. Zurück in Argentinien, schrieb er für die Zeitschriften Primera Plana und Panorama.
1968 entstand das Buch Quién mató a Rosendo? (dt. Wer erschoss Rosendo G.?), das in der gleichen Weise wie Operación Masacre vom Mord am Gewerkschaftsführer Rosendo García am 13. Mai 1966 berichtet. Im gleichen Jahr gründete Walsh die Zeitung der Gewerkschaft CGT de los Argentinos. 1973 schloss Walsh sich der Guerillabewegung der Montoneros an, distanzierte sich aber 1975 von dieser und warf ihr vor, sich ideell zu weit vom Volk entfernt zu haben und zu wenig politische Arbeit zu leisten. Nach der Machtübernahme der Militärregierung um Jorge Videla 1976 gründete Walsh das Informationsnetzwerk ANCLA (Agencia de Noticias Clandestina). Am 25. März 1977 verschickte er einen »Offenen Brief eines Schriftstellers an die Militärjunta« an die Redaktionen der argentinischen Tageszeitungen, in dem er die diktatorische Regierung ihrer zahlreichen Verbrechen anklagte. Am selben Tag wurde er von Soldaten auf der Straße getötet. Über den selbsterklärten schmutzigen Krieg der Militärs, der nach Walshs Tod noch weitere fünf Jahre weiterging, schrieb er in dem Brief:

„15 000 Verschwundene, 10 000 Gefangene, 4000 Tote, Zehntausende, die aus dem Land vertrieben worden sind – dies sind die nackten Zahlen dieses Terrors. Als die herkömmlichen Gefängnisse überfüllt waren, verwandelten Sie die größten militärischen Einrichtungen des  Landes in regelrechte Konzentrationslager, zu  denen  kein  Richter,  kein Rechtsanwalt, kein Journalist, kein internationaler Beobachter Zugang hat. Die Anwendung des Militärgeheimnisses, für die Untersuchung all der Fälle als unumgänglich erklärt, macht die Mehrzahl der Verhaftungen de facto zu Entführungen, was Folter ohne jede Einschränkung und Hinrichtungen ohne Gerichtsurteil ermöglicht.“

Walsh' Tochter María Victoria, die den Montoneros angehörte, starb 1976 während eines Straßenkampfs. Seine Tochter Patricia ist Politikerin. Sie war zweimal (1999 und 2003) argentinische Präsidentschaftskandidatin, Parlamentsabgeordnete (2001–2005) und Mitglied der Stadtregierung von Buenos Aires. Sein Großneffe Miguel Walsh ist Mathematiker.

## Werke
- Diez cuentos policiales (1953)
- Variaciones en rojo (1953)
- Antología del cuento extraño (1956)
- Operación Masacre (1957), deutsch und mit einem Nachwort versehen von Erich Hackl: Das Massaker von San Martín, Rotpunktverlag, Zürich 2009, ISBN 978-3-85869-413-3
- La granada (1965, Theaterstück)
- La batalla (1965, Theaterstück)
- Los oficios terrestres (1965), deutsch in der Sammlung von Erzählungen Ein schwarzer Tag für die Gerechtigkeit, übersetzt von Lutz Kliche, Stockmann-Verlag, Bad Vöslau, 2010, ISBN 978-3-9502750-4-9
- Un kilo de oro (1967),  deutsch in der Sammlung von Erzählungen Ein schwarzer Tag für die Gerechtigkeit, übersetzt von Lutz Kliche, Stockmann-Verlag, Bad Vöslau, 2010, ISBN 978-3-9502750-4-9
- ¿Quién mató a Rosendo? (1969) deutsch Wer erschoss Rosendo García?, Rotpunktverlag, Zürich 2012, ISBN 978-3-85869-472-0
- Un oscuro día de justicia (1973), deutsch in Die Augen des Verräters (hrsg. von Wolfram Nitsch, übersetzt von der Gruppe »Transports«), Rotpunktverlag, Zürich, 2010, ISBN 978-3-85869-424-9, sowie in der Sammlung von Erzählungen Ein schwarzer Tag für die Gerechtigkeit, übersetzt von Lutz Kliche, Stockmann-Verlag, Bad Vöslau, 2010, ISBN 978-3-9502750-4-9
- El caso Satanovsky (1973), 2. Auflage, Buenos Aires, Ed. de la Flor 1986
- Cuento para tahúres y otros relatos policiales (1987), deutsch in Die Augen des Verräters (hrsg. von Wolfram Nitsch, übersetzt von der Gruppe »Transports«), Rotpunktverlag, Zürich 2010, ISBN 978-3-85869-424-9
- Ese hombre y otros papeles personales (1995)
- El violento oficio de escribir. Obra periodística 1955–2007 (2008)